# Sandy Turnbull (jogador de lacrosse)
Alexander Thomas "Sandy" Turnbull (Paris, Ontário, 6 de dezembro de 1872 – Burnaby, Colúmbia Britânica, 27 de agosto de 1956) foi um jogador de lacrosse canadense. Turnbull fez parte da equipe canadense que conquistou a medalha de ouro nos Jogos Olímpicos de Verão de 1908 em Londres.